# Luise Rainer
Luise Rainer, född 12 januari 1910 i Düsseldorf, Tyskland, död 30 december 2014 i London, Storbritannien, var en tyskfödd amerikansk skådespelare.
Rainer framträdde på scen i Tyskland och Österrike redan i unga år. Hon upptäcktes av den legendariske regissören och teaterledaren Max Reinhardt, och blev medlem av hans ensemble i Wien, Österrike. Efter Adolf Hitlers maktövertagande valde Rainer, som var jude, att flytta till USA. Hon kom till Hollywood i mitten av 1930-talet, där hon lanserades som en ny Greta Garbo.
Rainer vann Oscar som bästa skådespelerska två år i rad; 1936 för Den store Ziegfeld och 1937 för sin gripande rolltolkning av den kinesiska bondkvinnan O-Lan i filmatiseringen av Pearl Bucks roman Den goda jorden.
Hon gjorde ytterligare några filmer som dock inte blev någon större framgång och hennes stjärna dalade snabbt.
Åren 1937 - 1940 var hon gift med den amerikanske manusförfattaren och regissören Clifford Odets.
Rainer drog sig tillbaka från filmen 1943. Hon dog av lunginflammation i sitt hem i London den 30 december 2014. Hon blev 104 år gammal.

## Filmografi (i urval)

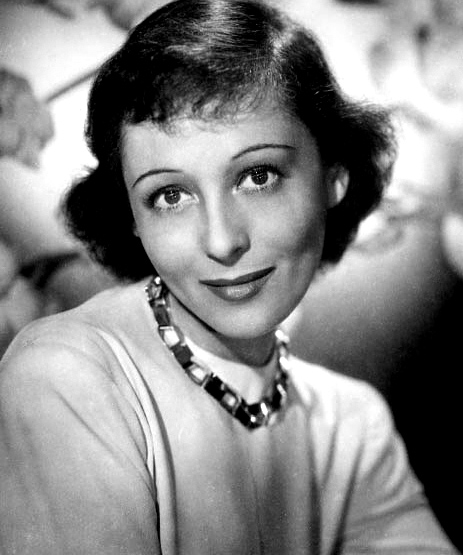
Luise Rainer under 1930-talet.

- Ja der Himmel über Wien (1932)
- Escapade (1935)
- Den store Ziegfeld (1936)
- 1937 – The Emperor's Candlesticks
- Den goda jorden (1937)
- Dockhustrun (1938)
- Den stora valsen (1938)
- Hostages (1943)